# Bertran de Paris

Caplletra de Guordo, ie·us fas un bo sirventes l'an, cançoner R, anomenat cançoner La Vallière (BnF). El manuscrit està preparat per incloure la notació musical, que, desgraciadament, no hi fou finalment copiada

Bertran de Paris (també Bertran de Parisot o Bertran de Paris de Roergue) (fl. darrer quart del segle xiii) fou un trobador occità. Se'n conserva només una composició.

## Vida
Aquest trobador seria originari de Parisòt, a la regió històrica del Roergue i es considera que s'ha d'identificar amb un dels senyors del lloc, probablement Bertran IV. L'única poesia que se li coneix és un ensenhamen per un joglar anomenat Gordó. És un dels tres únics que s'han conservat en la poesia trobadoresca (junt amb els de Guerau de Cabrera i Guiraut de Calanson). L'ensenhamen l'envia a la valen comtessa de Rodes, que es creu que ha de ser Mascaròsa de Comenge (1253-1292), dona d'Enric II de Rodés (1236-1304). L'ensenhamen consta de noranta-dos versos repartits en deu estrofes de versos decasíl·labs i tres tornades. En ell s'enumeren totes les obres literàries que Gordó hauria de saber segons el seu ofici i que no sap; s'hi barregen personatges antics o bíblics, personatges de la cançó de gesta, de la narrativa artúrica, etc.

## Obra
- (85,1)[3] Guordo, ie·us fas un bo sirventes l'an

### Repertoris
- Alfred Pillet / Henry Carstens, Bibliographie der Troubadours von Dr. Alfred Pillet […] ergänzt, weitergeführt und herausgegeben von Dr. Henry Carstens. Halle : Niemeyer, 1933 [Bertran de Paris és el número PC 85]